# سانتارکانجلو دی رومانیا
سانتارکانجلو دی رومانیا (به ایتالیایی: Santarcangelo di Romagna) یک منطقهٔ مسکونی در ایتالیا است که در استان ریمینی واقع شده‌است.

## خصوصیات
سانتارکانجلو دی رومانیا ۴۵ کیلومترمربع مساحت و ۲۱٬۳۲۰ نفر جمعیت دارد و ۴۲ متر بالاتر از سطح دریا واقع شده‌است.